# 劉惇
劉 惇（りゅう とん、生没年不詳）は、中国後漢末期の占者。孫権に仕えた。字は子仁。本貫は青州平原郡。南方にあってその技術を称えられた八絶の1人。

## 生涯
中原の遭乱を避けて廬陵郡に客遊し、孫輔に仕える。
天文を見て、水旱や賊徒の侵入を先んじて予言し、当たらないことはなかった。孫輔によって軍師に任じられ、軍中の者たちもみな彼に敬意を払い、神明と呼んだ。
建安年間、星に異変が現れ、このことについて孫権に尋ねられると、「丹陽にて、客が主人に勝る災禍がある」と予言した。その予言どおりに彼の地にて、辺洪が孫翊を暗殺する謀反が起きた。
劉惇は様々な術に長じていたが、特に太一に明るく、そのことを良く推演し、精妙な要点を窮尽していた。著書百余篇があり、高名な儒者の刁玄も彼の非凡さを称賛した。しかし劉惇はその術を大切なものとして、人に教えることはなかったため、世の人々はその内容をはっきりと知ることはなかった。